# Бортники (Боровский район)
Бортники  — деревня в Боровском районе Калужской области. Входит в состав сельского поселения «Деревня Асеньевское».

## География
На реке Межиха, рядом Пинашино, Межура и Серединское.

## Население
| 2002 | 2010 |
| ---- | ---- |
| 48   | ↗63  |

## История
У деревни селище XV-XVII веков, обнаружены   фрагменты круговой позднесредневековой керамики.
В 1782 году сельцо Бортники Дарьи Иовны Скобеевой, Михаила Семеновича Калашникова.